# Кубок Стамбула по теннису
Кубок Стамбула — женский профессиональный международный теннисный турнир, проходящий в июле в Стамбуле (Турция) на хардовых кортах. С 2014 года относится к серии WTA 250 с призовым фондом около 240 тысяч долларов и турнирной сеткой, рассчитанной на 32 участницы в одиночном разряде и 16 пар.

## Общая информация
Турнир впервые организован накануне сезона-1996, как часть летней подготовительной серии к US Open. Первые два турнира прошли в статусе 75-тысячника ITF, а третий получил категорию WTA — попав в четвёртую по значимости группу турниров. Однако уже на следующий год финансирования на проведение соревнований не нашлось и турнир был закрыт.
В 2005 году Национальная Федерация возродила турнир, но уже как часть весенней грунтовой серии соревнований WTA. Турнир получил третью категорию, но организаторы обладали дополнительным финансированием, чтобы приглашать к себе лидеров тогдашнего женского тенниса: в Стамбуле в разное время сыграли Мария Шарапова, Елена Дементьева и Винус Уильямс. В данном статусе турнир продержался четыре года, после чего из-за реорганизации календаря вынужден был переехать на своё первоначальное место в календаре — вторую половину лета. Сменилось и покрытие — вместо грунта был уложен хард.
Вторая жизнь турнира завершилась в 2010-м году, когда турецкая федерация договорилась с WTA о приезде с Стамбул итогового чемпионата ассоциации. С окончанием действия того контракта — в 2014 году — кубок был возобновлён.
Победительница и финалистки
Три сравнительно коротких периода истории турнира дали значительный список участников финалов, где мало кому удалось побывать в титульных играх более одного раза. В одиночном разряде лишь Елена Дементьева дважды сыграла в финалах, одержав одну общую победу; а в парах список участниц столь же велик и лишь Элине Свитолиной и Сане Мирзе удалось дважды побороться за титул, где украинка выиграла два титула, а индианка проиграла оба финала.
| Годы      | Размер фонда |
| --------- | ------------ |
| 1996-1997 | 75 000 USD   |
| 1998      | 107 500 USD  |
| 2005-2008 | 200 000 USD  |
| 2009-2010 | 220 000 USD  |
| 2014-2018 | 250 000 USD  |

## Финалы турнира
| Год            | Чемпионка              | Финалистка              | Счёт               |
| -------------- | ---------------------- | ----------------------- | ------------------ |
| Кубок Стамбула |                        |                         |                    |
| 2022           | Анастасия Потапова     | Вероника Кудерметова    | 6-3 6-1            |
| 2021           | Сорана Кырстя          | Элизе Мертенс           | 6-1 7-6(3)         |
| 2020           | Патрича Мария Циг      | Эжени Бушар             | 2-6 6-1 7-6(4)     |
| 2019           | Петра Мартич           | Маркета Вондроушова     | 1-6 6-4 6-1        |
| 2018           | Полин Пармантье        | Полона Херцог           | 6-4 3-6 6-3        |
| 2017           | Элина Свитолина        | Элизе Мертенс           | 6-2 6-4            |
| 2016           | Чагла Бююкакчай        | Данка Ковинич           | 3-6 6-2 6-3        |
| 2015           | Леся Цуренко           | Урсула Радваньская      | 7-5 6-1            |
| 2014           | Каролина Возняцки      | Роберта Винчи           | 6-1 6-1            |
| 2010           | Анастасия Павлюченкова | Елена Веснина           | 5-7 7-5 6-4        |
| 2009           | Вера Душевина          | Луция Градецкая         | 6-0 6-1            |
| 2008           | Агнешка Радваньская    | Елена Дементьева        | 6-3 6-2            |
| 2007           | Елена Дементьева       | Араван Резаи            | 7-6(5) 3-0 — отказ |
| 2006           | Шахар Пеер             | Анастасия Мыскина       | 1-6 6-3 7-6(3)     |
| 2005           | Винус Уильямс          | Николь Вайдишова        | 6-3 6-2            |
| Enka Open      |                        |                         |                    |
| 1998           | Генриета Надьова       | Ольга Барабанщикова     | 6-4 3-6 7-6(9)     |
| 1997           | Глория Пиццикини       | Седа Норландер          | 0-6 6-4 7-6(4)     |
| 1996           | Адриана Герши          | Петра Пихалова-Лангрова | 4-0 — отказ        |

| Год  | Чемпионки                              | Финалистки                            | Счёт            |
| ---- | -------------------------------------- | ------------------------------------- | --------------- |
| 2022 | Мария Боузкова Сара Соррибес Тормо     | Натела Дзаламидзе Камилла Рахимова    | 6-3 6-4         |
| 2021 | Вероника Кудерметова Элизе Мертенс     | Макото Ниномия Нао Хибино             | 6-1 6-1         |
| 2020 | Алекса Гуарачи Дезире Кравчик          | Эллен Перес Сторм Сандерс             | 6-1 6-3         |
| 2019 | Тимея Бабош Кристина Младенович        | Алекса Гуарачи Сабрина Сантамария     | 6-1 6-0         |
| 2018 | Лян Чэнь Чжан Шуай                     | Ксения Кнолль Анна Смит               | 6-4 6-4         |
| 2017 | Надежда Киченок Далила Якупович        | Николь Мелихар Элизе Мертенс          | 7-6(6) 6-2      |
| 2016 | Андрея Миту Ипек Сойлу                 | Ксения Кнолль Данка Ковинич           | Без игры        |
| 2015 | Дарья Гаврилова Элина Свитолина (2)    | Чагла Бююкакчай Елена Янкович         | 5-7 6-1 [10-4]  |
| 2014 | Мисаки Дои Элина Свитолина             | Оксана Калашникова Паула Каня         | 6-4 6-0         |
| 2010 | Ясмин Вёр Элени Данилиду               | Мария Кондратьева Владимира Углиржова | 6-4 1-6 [11-9]  |
| 2009 | Луция Градецкая Рената Ворачова        | Юлия Гёргес Патти Шнидер              | 2-6 6-3 [12-10] |
| 2008 | Джилл Крейбас Ольга Говорцова          | Марина Эракович Полона Херцог         | 6-1 6-2         |
| 2007 | Агнешка Радваньская Урсула Радваньская | Чжань Юнжань Саня Мирза               | 6-1 6-3         |
| 2006 | Алёна Бондаренко Анастасия Екимова     | Саня Мирза Алисия Молик               | 6-2 6-4         |
| 2005 | Марта Марреро Антонелла Серра-Дзанетти | Даниэла Клеменшиц Сандра Клеменшиц    | 6-4 6-0         |
| 1998 | Майки Бабель Лоранс Куртуа             | Оса Карлссон Флоренсия Лабат          | 6-0 6-2         |
| 1997 | Лаура Голарса Мерседес Пас             | Сильвия Плишке Марлен Вайнгартнер     | 3-6 6-3 6-3     |
| 1996 | Тина Крижан Ольга Лугина               | Лаура Гарроне Флора Перфетти          | 6-4 6-2         |